# Cheiracanthium cuniculum
Cheiracanthium cuniculum is een spinnensoort uit de familie Cheiracanthiidae.
De wetenschappelijke naam van de soort werd in 1879 gepubliceerd door Ottó Herman.